# Palachia robusta
Palachia robusta är en stekelart som beskrevs av Boucek 1998. Palachia robusta ingår i släktet Palachia och familjen gallglanssteklar. Inga underarter finns listade i Catalogue of Life.